# Edgar Zapata
Edgar Alonso Zapata Pérez (Medellín, 1º settembre 1979) è un ex calciatore colombiano, di ruolo difensore.